# 安東尼奧·德·佩雷達
安东尼奥·德·佩雷达和萨尔加多（西班牙語：Antonio de Pereda y Salgado，1611年3月—1678年1月30日）生于西班牙巴利亚多利德，逝于西班牙马德里。他是西班牙巴洛克艺术的代表画家之一，曾受过阴暗主义艺术的训练。他特别善于客观地对静物进行作画，其风格被称为静物画虚空派，或被融入以宗教为主题的绘画，这些绘画风格囊括了他的大部分绘画作品。

## 生平
佩雷达是一个与其同名的普通画家的儿子，然而却在11岁时成为孤儿，且在这一时期开始对绘画表现出较高的热情。根据安东尼奥·帕诺米诺的说法，安东尼奥后来被一位叔叔（可能是安德烈斯·卡雷尼奥）带至马德里居住。又根据胡安·卡雷尼奥·德米兰达与画家父亲的遗书的说法，安东尼奥在马德里作为绘画家佩德罗·德拉斯·奎瓦斯工作室的学生在此地接受绘画教育，成为了弗朗西斯科·卡米洛、朱塞佩·莱昂纳多等人的同学，并受到了皇家委员会监察官弗朗西斯科·德·特哈达的庇护，在弗朗西斯科的房间里，安东尼奥可以临摹优秀画家的绘画作品。而后，他又被罗马贵族乔瓦尼·巴蒂斯塔·克雷森齐看中，并对他进行了绘画培训，使得其绘画风格更接近自然主义与威尼斯派。后来他为克雷森齐绘画了帕诺米诺所提及的第一幅作品，并凭借这部作品获得了舆论关注。这幅画是他送给保护他免于受圣母无染原罪迫害的罗马天主教枢机的礼物。
由于受到克雷森齐的赏识，所以他被准许踏入皇室宫殿的大门。1634年，安东尼奥收到委托，成为布恩·雷蒂洛宫王国大厅的战争画《对热那亚的救济》的绘画者，这是一部不朽的绘画作品。在作品中，安东尼奥凸显了维森特·卡杜乔对自己的影响。1635年，安东尼奥正式结婚，但同年他的保护人加斯帕尔·德·古兹曼的竞争对手去世，导致其之前踏入宫殿大门的准许令被撤销。从那时起，他的绘画风格开始转向宗教绘画，并且以教会人员作为主要客户群体。
然而就算其准许令被撤销，他在这一领域的名气仍然不小。因为他很快就收到了马德里内外的重要委托，譬如他于1639年受巴利亚多利德大坎普的卡普钦人委托绘制大型画布《圣母的订婚》。现今收藏于法国巴黎的圣叙尔比斯教堂，亦是他最伟大的作品之一。以及于1640年为托莱多的圣特蕾莎祭坛创作的绘画。不过，安东尼奥往往在画幅较小、构图简单、人物单一的绘画作品中表现相对较好。从他保存于普拉多博物馆的作品可确定，由于他对色彩的感性认知、技术方面弗兰德式的细致客观，以及对绘画材料的关注，导致他的画作好似传达一种强烈的情感。

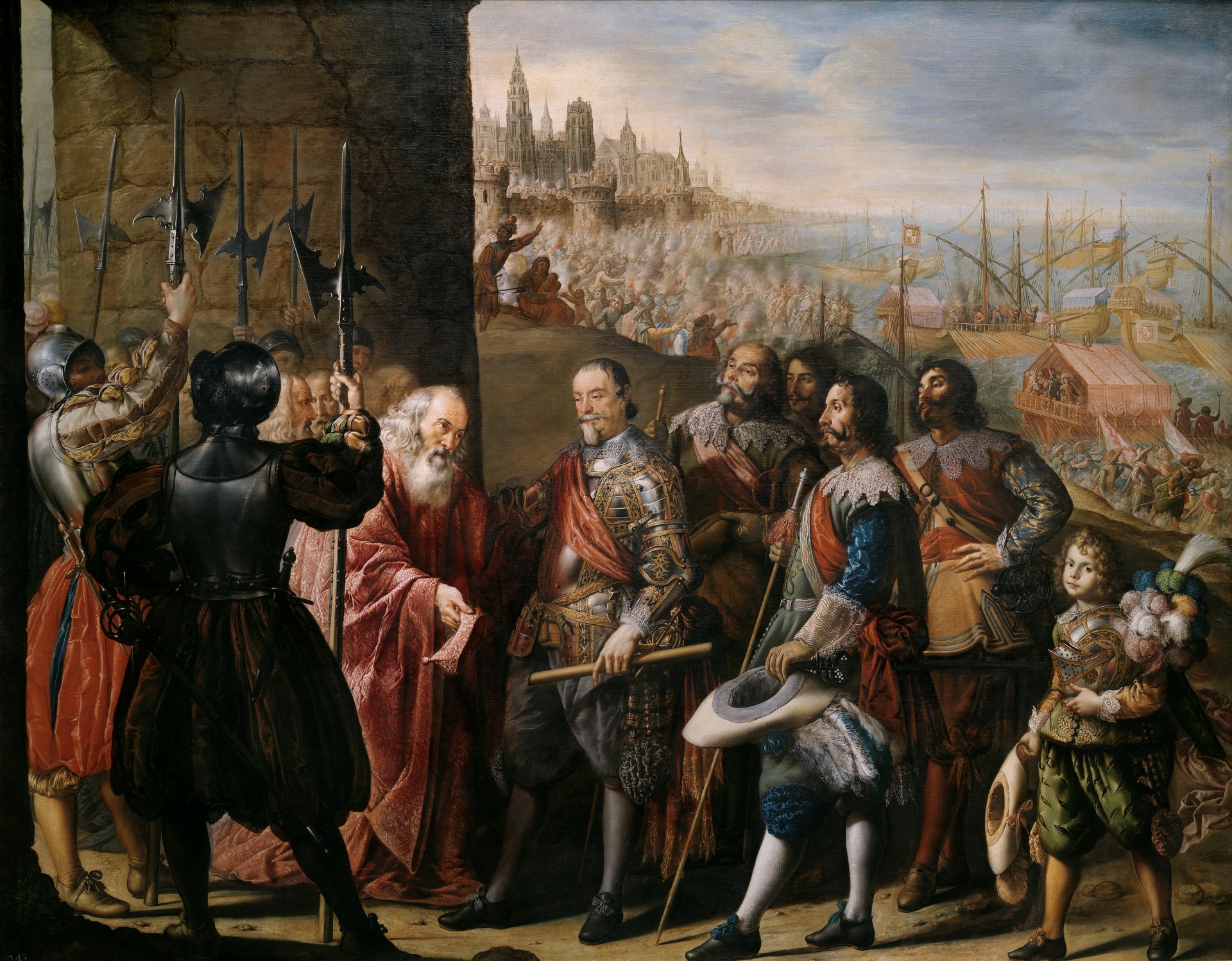
《圣克鲁斯侯爵对热那亚的救济》，1634年于马德里创作，现收藏于普拉多博物馆，为布恩雷蒂罗宫新建的王国大厅创作。

正是由于他在这些方面的特点，才使得他成为里斯本的國立古代美術館、聖彼得堡的埃尔米塔日博物馆、莫斯科的普希金造型藝術博物館，以及赫尔辛基的雅典娜姆艺术博物馆（皆于1650年代收藏）的最优秀的静物画以及虚空派画家之一，此外还包括帕诺米诺提及的卡斯蒂利亚海军上将拥有的《生命的失望》一画布，另一版本则被画家的继承人所收藏。虽然根据帕诺米诺的描述“一些头骨与其他死者身上的战利品”，可能既指的是缺乏存放装置的“虚空派”画作，譬如其于萨拉戈博物馆里收藏的最后一幅画。又指的是维也纳艺术史博物馆中展示的知名的“虚空派”作品。且在骷髅头与虚荣的赃物中，有一个由一位天使主持修建的在查理五世主宰的世界的范畴内的肖像的浮雕。从天使的人形来看，这个“虚空派”作品可能创作于1635年前后。此外，位于意大利佛罗伦萨的烏菲茲美術館亦有一个类似的浮雕版本，但做工相对粗糙，且创作时间亦稍晚一些。在帕诺米诺的描述中，还有一件与其相似的作品，即位于马德里的正义圣徒和牧师教堂的《耶稣的骷髅宝贝》。
1650年代前后，佩雷达正处于自己事业的高峰期。在此期间，他并不乏重大的委托，譬如旨在纪念国王費利佩四世的亲生女儿进入马德里的化身修道院创作的“玛格丽特女皇的职业”一画作，以及为位于平托的卡门教堂主祭坛的一画作，它们现今皆保存至同一地方。他在此时还创作的一些最受推崇的作画，譬如位于马德里卡普钦人修道院的画作“萨尔瓦多”，目前在圣吉内斯教堂展示，这些作品皆有浓厚的威尼斯色彩风格。帕诺米诺写道：“这些作画具有如此极端的美，似乎我们的基督圣主不可能有其他相貌，因为其完美程度如此之高，以至于牢牢抓住了人心。因此，只有其作者值得为这个形象称之为不朽之作。“他为拉皮亚侯爵所作画的《索里亚诺的圣多明戈》（1655年创作，现收藏于塞拉尔博博物馆），为其的儿子争取到了一个皇宫侍从的职位。这是一件重要的作品，因为它向大家展示了在其空间广度与动态组成的模拟哥特式建筑的画布类型中最接近巴洛克式的风格。这种风格亦可以在《托比亚斯的防治》（现收藏于巴納德城堡的博斯博物馆）中找到。

《蔬菜与厨具的静物》（1651年），现收藏于國立古代美術館

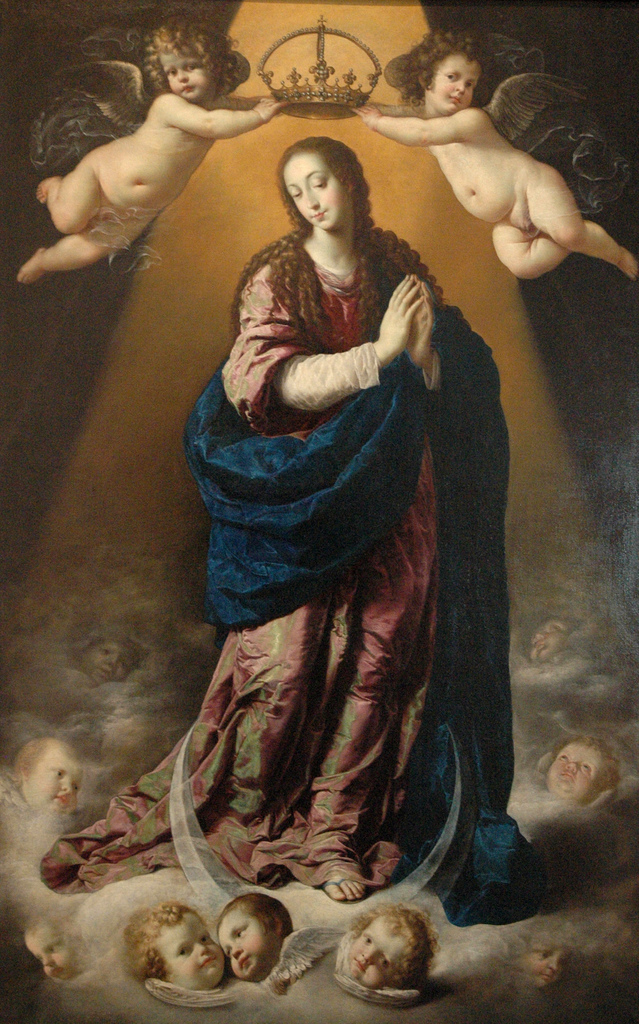
《圣母无染原罪》，现收藏于里昂美术馆

1673年，在佩雷达62岁的时，因妻子去世，所以自己成为了鳏夫。并立即与一位叫玛丽安娜·佩雷斯·布斯塔曼特（西班牙語：Doña Mariana Pérez de Bustamante）的寡妇再婚。根据帕洛米诺的叙述，布斯塔曼特被认为是一位非常伟大的女士（也确实如此），并与她的一些朋友一起参观博物馆，而且还在博物馆前厅有一个情妇”。帕罗米诺还说佩雷达为了不争夺她的情夫，所以便在前厅画了一个像样的，旨在欺骗一些人信以为真。不过佩雷达亦有贵族情结，他习惯用“唐”这个头衔（尊称）来签署自己的名字，并以他的母亲玛丽亚·萨尔加多（西班牙語：Doña María Salgado）的名字命名，她出生于佛兰德斯，是一位地主的女儿。然而，据帕洛米诺说，她的父亲是一个文盲（既不会写字又不会读字），对于一个这样的人而言是不值得的。所以他的儿子会把他的签名写在一张纸上供他抄写，并从他藏书繁多的图书馆中取出几本书给他读。
在他生前最后几年的作品当中可以看出某种衰退的迹象。在这些作品中，他使用了一种磨损的技术，以试图适应新的绘画趋势，然而却失去了他年轻时期绘画作品中注入的活力。他生前最后一件存世的作品是存放于皇家聖費爾南多美術學院的《阿基坦的圣威廉》（1672年），尽管因为上述种种原因，但不妨成为一件杰作。此作品带给人亲密与强烈的感觉，仍然能够以精确的方式传达对象（包括但不限于头骨、盔甲、书等）的真实性，而且几乎皆具有他早期作品的细致性，尽管他在绘画中使用了较轻的绘画材料。
在他艺术生涯当中最难以定位的作品为目前存放于皇家聖費爾南多美術學院的《绅士的梦》，这也许是他的画作当中最知名的一副，该画作描述了一位衣着奢华的年轻绅士，靠在扶手椅的扶手上睡着了。并且在他身旁有一张桌子，上面囊括“权力、科学、快乐或奢侈”以及中央的两个“美丽头骨”的属性以及物质。在它们之间，一个金色的时钟提醒我们时间的不可阻挡的流逝。在它的后面，有一个天使，天使双手拿的横幅上写道“Aeterne pungit, cito volat et occidit”，意为“因为他迅速地飞翔和杀戮，所以他永远地伤痕累累”（西班牙語：Hiere eternamente, vuela veloz y mata）
这是一幅符合佩雷达感性的作品，正如上文所说他在维也纳以及佛罗伦萨展示的“虚空派”绘画作品那样。然而其画作中的人不同于其余画家通常的绘画风格，以及技术的流畅性，甚至在某些方面与委拉斯開茲相提并论。近日西班牙美术史学家阿方索·佩雷斯·桑切斯提出此绘画作品是由弗朗西斯科·帕拉西奥斯绘画，这位画家亦常与委拉斯開茲相提并论，因为他在静物绘画方面亦享有盛名。